# Liste der Biografien/Meh
Liste der Biografien |
Portal Biografien |
Personensuche
# |
A |
B |
C |
D |
E |
F |
G |
H |
I |
J |
K |
L |
M |
N |
O |
P |
Q |
R |
S |
T |
U |
V |
W |
X |
Y |
Z |
?
 
Ma |
Mb |
Mc |
Md |
Me |
Mf |
Mg |
Mh |
Mi |
Mj |
Mk |
Ml |
Mm |
Mn |
Mo |
Mp |
Mq |
Mr |
Ms |
Mt |
Mu |
Mv |
Mw |
Mx |
My |
Mz
 
Mea–Mee |
Mef |
Meg |
Meh |
Mei |
Mej |
Mek |
Mel |
Mem |
Men |
Meo |
Mep |
Mer |
Mes |
Met |
Meu |
Mev |
Mew |
Mex |
Mey |
Mez
Die Liste der Biografien führt alle Personen auf, die in der deutschsprachigen Wikipedia einen Artikel haben. Dieses ist eine Teilliste mit 367 Einträgen von Personen, deren Namen mit den Buchstaben „Meh“ beginnt.

## Meh

### Meha
- Meha, Alban (* 1986), kosovoalbanischer FußballspielerAlban Meha (* 1986)

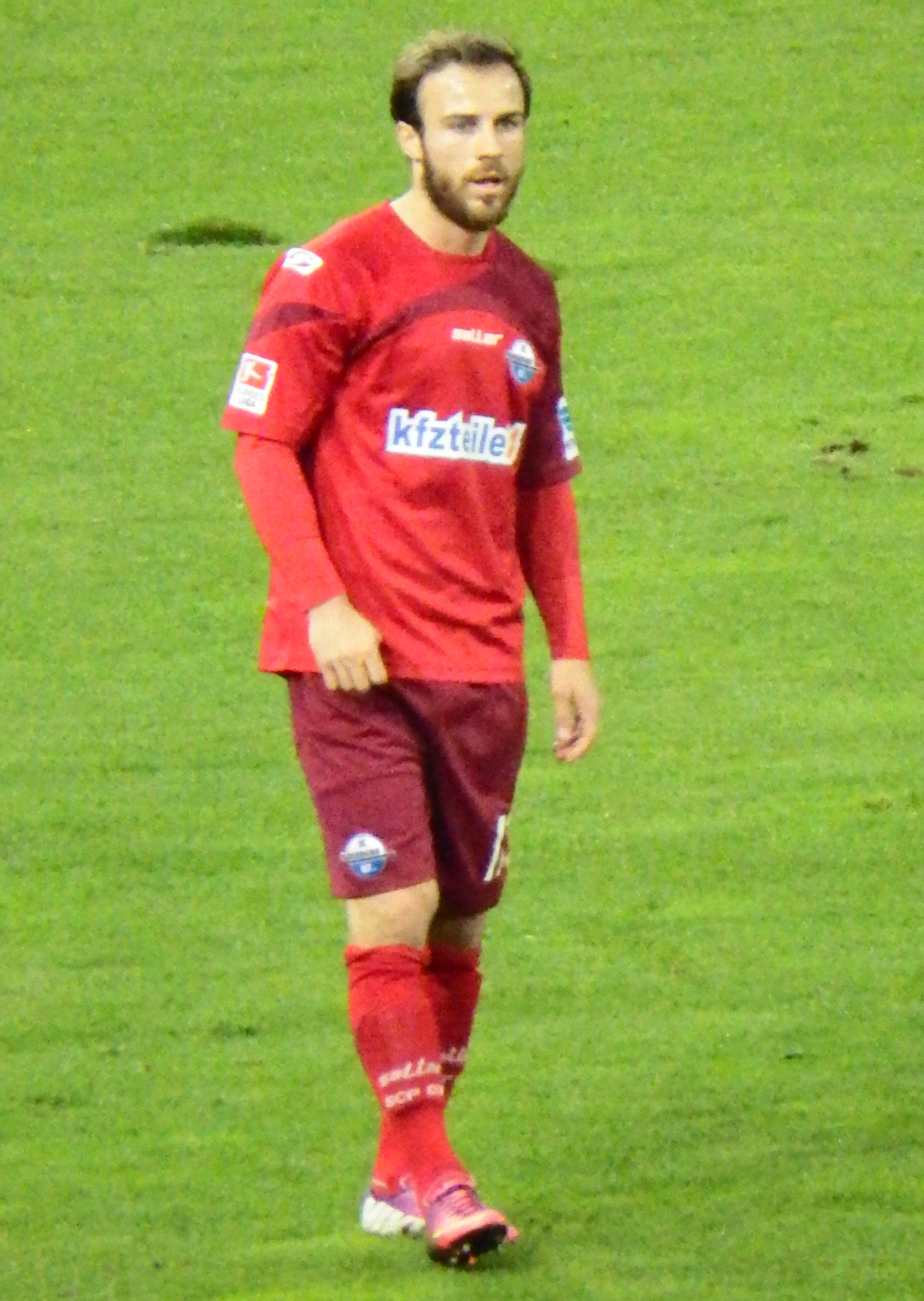
Alban Meha (* 1986)

- Mehadeyis, christlicher König von Axum
- Mehaffey, Blanche (1908–1968), US-amerikanische Schauspielerin und Showgirl
- Mehaffey, Joseph Cowles (1889–1963), US-amerikanischer Offizier
- Mehaidli, Sana'a (1968–1985), libanesisches Mitglied der Syrischen Sozial-Nationalistischen Partei
- Méhaignerie, Pierre (* 1939), französischer Politiker
- Mehallel, Fahad al- (* 1970), saudi-arabischer Fußballspieler
- Mehamed, Ian (* 1989), argentinischer Beachvolleyballspieler
- Mehari, Hermon (* 1987), amerikanischer Jazzmusiker (Trompete, Komposition)
- Mehari, Rehaset (* 1989), eritreische Marathonläuferin
- Mehari, Senait Ghebrehiwet, eritreische Autorin und Sängerin
- Mehary, Biniam (* 2006), äthiopischer Langstreckenläufer
- Mehat, Ghada (* 1995), algerische Fußballschiedsrichterin

### Mehb
- Mehboob, Farhan (* 1988), pakistanischer Squashspieler

### Mehd
- Mehdaoui, Abderrahmane (1949–2022), algerischer Fußballspieler und -trainer
- Mehde, Veith (* 1969), deutscher Rechtswissenschaftler
- Mehden, Heilwig von der (1923–1997), deutsche Autorin
- Mehder, Sedat (* 1970), deutscher Fotograf
- Mehdi Mohaghegh, iranischer Islamwissenschafter und Philosoph
- Mehdi, Saïda el (* 1981), marokkanische Leichtathletin
- Mehdipour, Mehdi (* 1994), iranischer Fußballspieler
- Mehdipournejad, Kasra (* 1992), iranischer Taekwondoin
- Mehdiyev, Ayaz (* 1993), aserbaidschanischer Fußballspieler
- Mehdiyev, Məmmədəli (* 1993), aserbaidschanischer Judoka
- Mehdizadeh, Mansour (* 1938), iranischer Ringer
- Mehdorn, Hartmut (* 1942), deutscher Industriemanager und MaschinenbauingenieurHartmut Mehdorn (* 1942)

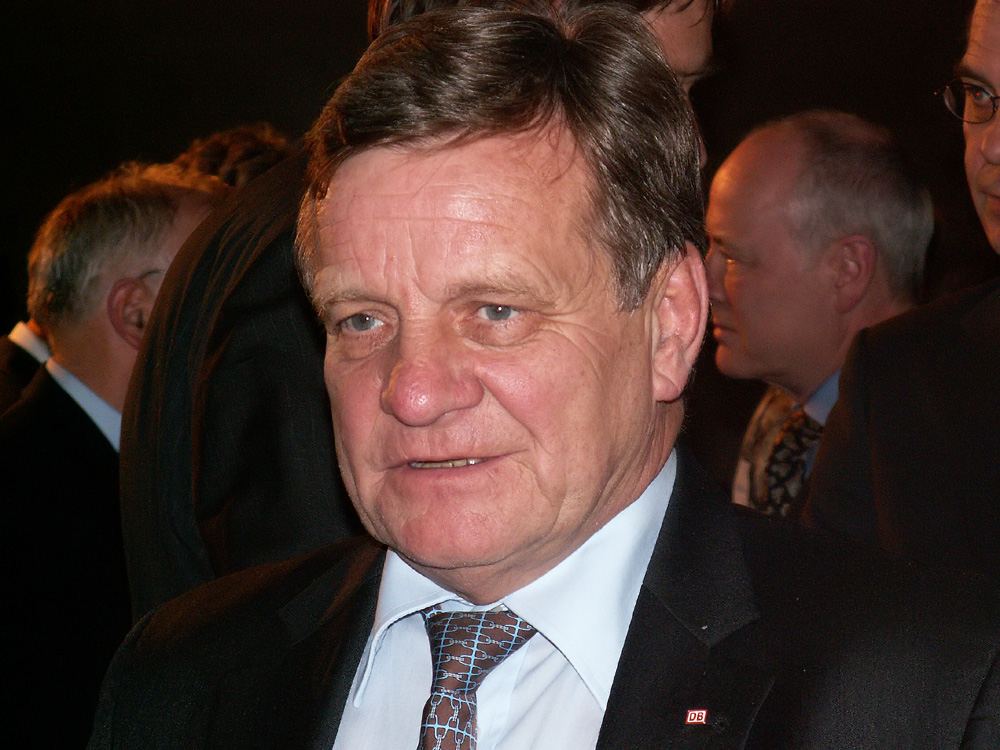
Hartmut Mehdorn (* 1942)

- Mehdorn, Margarete (* 1959), deutsche Konferenzdolmetscherin und Übersetzerin für Französisch

### Mehe
- Méhédin, Léon-Eugène (1828–1905), französischer Architekt, Fotograf, Archäologe und Spion
- Mehegan, John (1920–1984), US-amerikanischer Jazz-Pianist, Dozent und Kritiker
- Méhelÿ, Lajos (1862–1953), ungarischer Zoologe
- Mehenni, Ferhat (* 1951), algerischer Musiker und Politiker
- Meher Baba (1894–1969), indischer GuruMeher Baba (1894–1969)

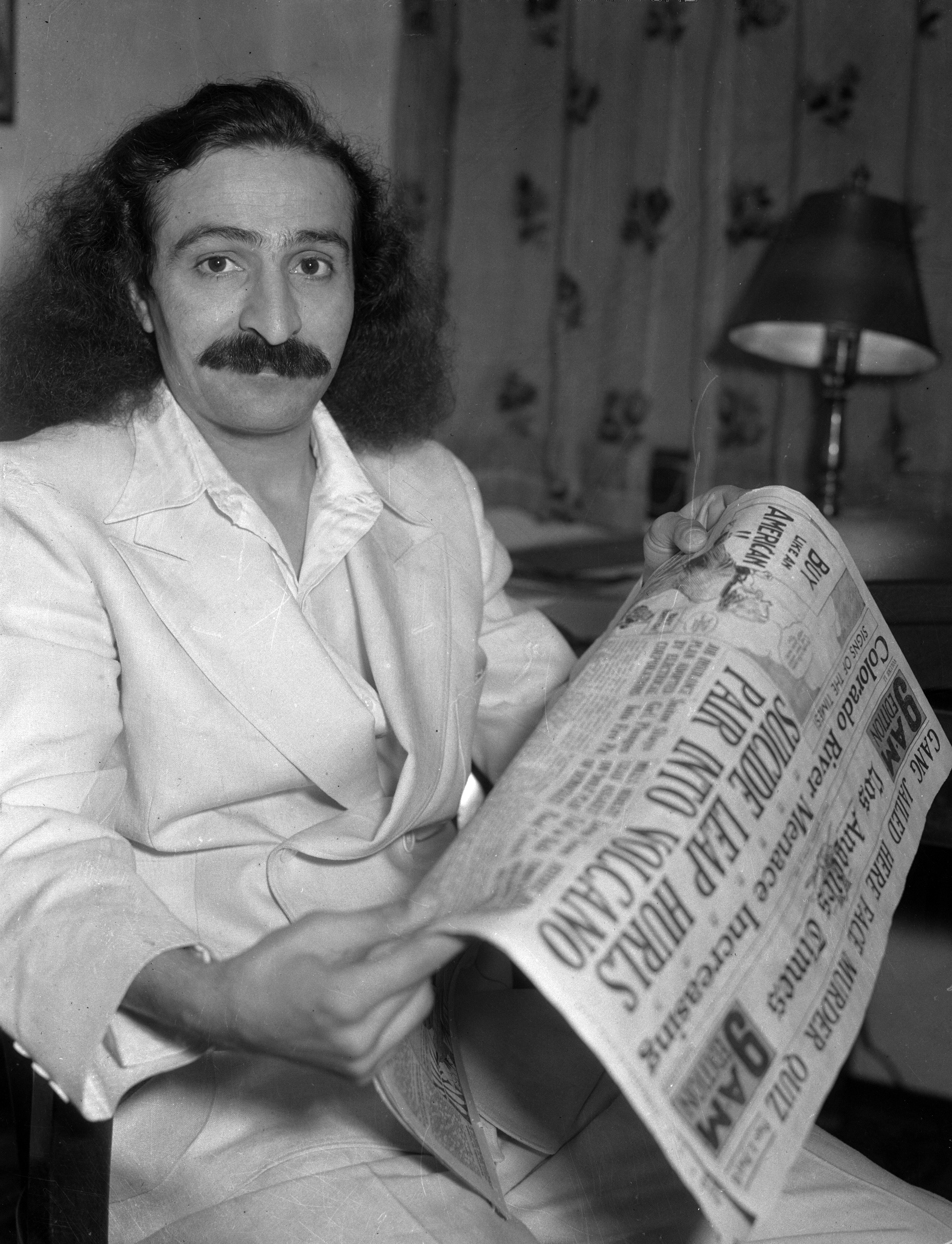
Meher Baba (1894–1969)

- Méhes, Lajos (1927–2002), ungarischer kommunistischer Politiker, Mitglied des Parlaments
- Méheut, Mathurin (1882–1958), französischer Maler, Grafiker, Bildhauer, Töpfer, Illustrator und Designer
- Meheux, Phil (* 1941), britischer Kameramann

### Mehi
- Mehić, Sead (* 1975), bosnischer Fußballspieler
- Mehic, Semsudin (* 1989), österreichisch-bosnischer Fußballspieler
- Mehidić, Damir (* 1992), bosnischer Fußballspieler
- Mëhilli, Suela (* 1994), albanische Skirennläuferin
- Mehinto, Maxime (* 1960), beninischer Boxer

### Mehl
- Mehl, Andreas (* 1945), deutscher Althistoriker
- Mehl, Dieter (1933–2018), deutscher Anglist und Hochschullehrer
- Mehl, Eberhard (1935–2002), deutscher Fechter
- Mehl, Emilie Enger (* 1993), norwegische Politikerin
- Mehl, Erwin (1890–1984), österreichischer Sportwissenschafter
- Mehl, Ferenc (* 1984), deutscher Jazzmusiker (Schlagzeug, Komposition)
- Mehl, Gabriele (* 1967), deutsche Ruderin
- Mehl, Gerd (1922–2001), deutscher Sportreporter
- Mehl, Hans (1914–1998), deutscher Autor und fränkischer Mundartdichter
- Mehl, Heinrich (1941–2025), deutscher Ethnologe
- Mehl, Hermann (1843–1923), deutscher Zauberkünstler, Schausteller und Theatergründer
- Mehl, Magnus (* 1980), deutscher Jazzmusiker (Saxophon, Komposition)
- Mehl, Manfred (* 1939), deutscher Gymnasiallehrer und Numismatiker
- Mehl, Oskar Johannes (1875–1972), deutscher Sachbuchautor und evangelischer Theologe
- Mehl, Paul (1912–1972), deutscher Fußballspieler
- Mehl, Robert (* 1969), deutscher Architekt, Architekturfotograf und Journalist
- Mehl, Robert F. (1898–1976), US-amerikanischer Metallurg
- Mehl, Ulrike (* 1956), deutsche Politikerin (SPD), MdB
- Mehl, Wilhelm (1893–1940), deutscher Heimatforscher
- Mehlan, Heinz (1926–1987), deutscher Architekt
- Mehlan, Karl-Heinz (1916–2003), deutscher Sozialhygieniker
- Mehlbaum, Johann (1611–1656), deutscher Rechtswissenschaftler
- Mehlberg, Dirk (* 1985), deutscher Volleyballspieler
- Mehlberg, Katrin (* 1990), deutsche Popsängerin
- Mehlberg, Tommy (* 1999), deutscher Volleyballspieler
- Mehldau, Brad (* 1970), US-amerikanischer Jazzpianist
- Mehldau, Jochen Karl (1934–2022), deutscher Heimat- und Ahnenforscher
- Mehldau, Jörg (* 1968), deutscher Politiker (SPD)
- Mehle, Anna (1862–1928), Ledige Ladenbesitzerin in Grünstadt, Opfer eines ungeklärten Raubmordes, 1928
- Mehle, Emil (1868–1960), deutscher Unternehmer, Fabrikant für Aktenordner und Büro-Registraturartikel
- Mehle, Jože (* 1980), slowenischer Biathlet und Skilangläufer
- Mehle, Klaus (1940–2020), deutscher Politiker (SPD), MdL
- Mehlem, Marcel (* 1995), deutscher Fußballspieler
- Mehlem, Marvin (* 1997), deutscher FußballspielerMarvin Mehlem (* 1997)

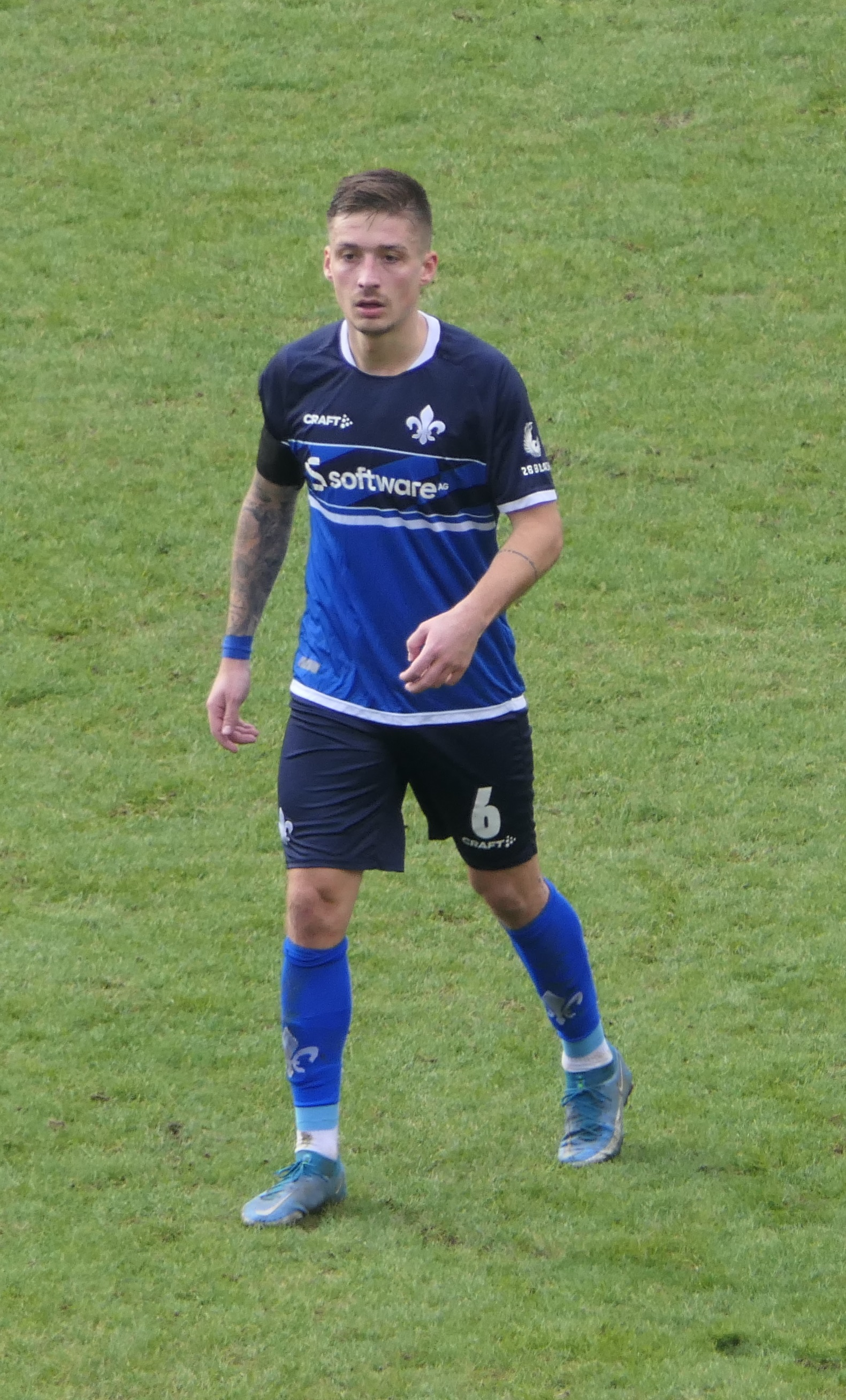
Marvin Mehlem (* 1997)

- Mehlem, Michael (* 1977), österreichischer Fußballspieler
- Mehlen, Friedrich August (1750–1802), deutscher Rechtsgelehrter
- Mehlen, Hans-Werner (1916–2009), deutscher Generalleutnant
- Mehlen, Otto (1807–1877), deutscher Kapitän und Grönlandfahrer
- Mehlen, Robert (* 1949), luxemburgischer Politiker, Mitglied der Chambre und Unternehmensfunktionär
- Mehler, Adolf (1885–1967), deutscher Lehrer
- Mehler, Andreas (* 1963), deutscher Politikwissenschaftler und Afrika-Experte
- Mehler, Christian (* 1992), deutscher Jazzmusiker (Trompete, Flügelhorn)
- Mehler, Christoph (* 1974), deutscher Theaterregisseur
- Mehler, Elan, US-amerikanischer Jazzmusiker (Piano) und Musikproduzent
- Mehler, Frieda (1871–1943), deutsche Dichterin und Kinderbuchautorin
- Mehler, Friedrich (1896–1981), deutsch-schwedischer Komponist
- Mehler, Gustav Ferdinand (1835–1895), deutscher Mathematiker
- Mehler, Heinrich (1859–1926), deutscher Mediziner
- Mehler, Herbert (* 1949), deutscher Bildhauer
- Mehler, Hubert (* 1934), deutscher Jurist, Präsident des Bayerischen Landesamts für Verfassungsschutz (1987–1994)
- Mehler, Johann Baptist (1860–1930), deutscher römisch-katholischer Priester, Prälat, religiöser Schriftsteller
- Mehler, Juda († 1659), Rabbiner
- Mehler, Jutta (* 1949), deutsche Schriftstellerin
- Mehler, Ludwig (1816–1872), deutscher katholischer Geistlicher, Theologe und Gymnasiallehrer
- Mehler, Ludwig Jakob (1907–1945), deutscher Rabbiner
- Mehler, Max (1874–1952), deutscher Fabrikant
- Mehler, Natascha (* 1970), deutsche Archäologin mit dem Schwerpunkt Mittelalter- und Neuzeitarchäologie
- Mehler, Tobias (* 1976), kanadischer FilmschauspielerTobias Mehler (* 1976)

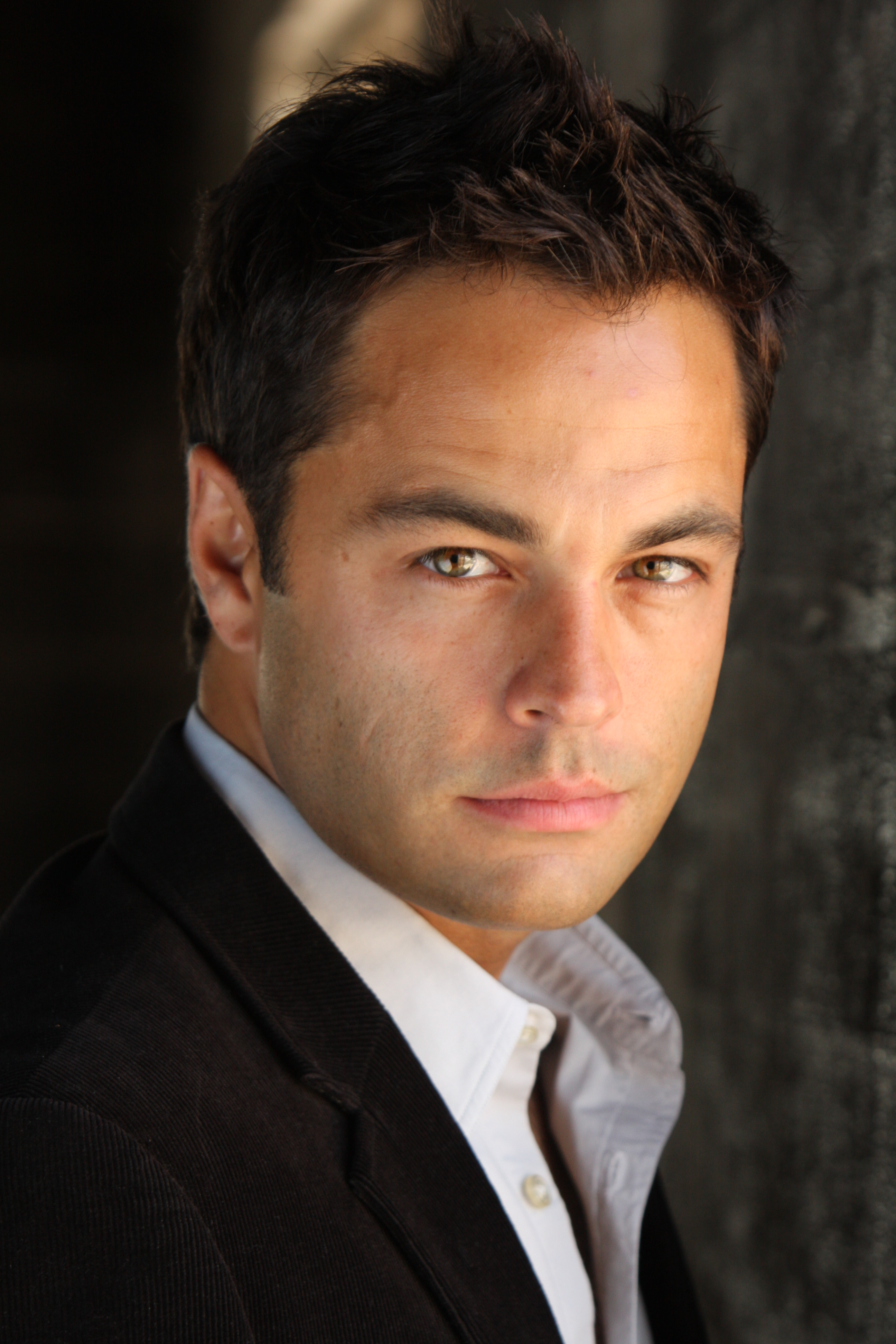
Tobias Mehler (* 1976)

- Mehler, Ulrich (1941–2019), deutscher germanistischer Mediävist
- Mehlfeldt, Jürgen (* 1941), deutscher Politiker (CDU), MdHB
- Mehlhardt, Dieter (1927–1988), deutscher Verleger, Buchhändler, Regionalhistoriker, Redakteur und Autor
- Mehlhart, Robert (* 1982), deutscher Kirchenmusiker, römisch-katholischer Priester und Ordensmann (Dominikaner)
- Mehlhart, Ulrich (* 1955), deutscher Klarinettist
- Mehlhausen, Gustav (1823–1913), preußischer Sanitätsoffizier
- Mehlhausen, Joachim (1935–2000), deutscher evangelischer Theologe und Kirchenhistoriker
- Mehlhorn, Achim (* 1939), deutscher Chemiker
- Mehlhorn, Alfred (1850–1932), sächsischer Generalleutnant
- Mehlhorn, Annette (* 1958), deutsche Theologin, Hochschuldozentin und Theaterpädagogin
- Mehlhorn, Annika (* 1983), deutsche SchwimmerinAnnika Mehlhorn (* 1983)

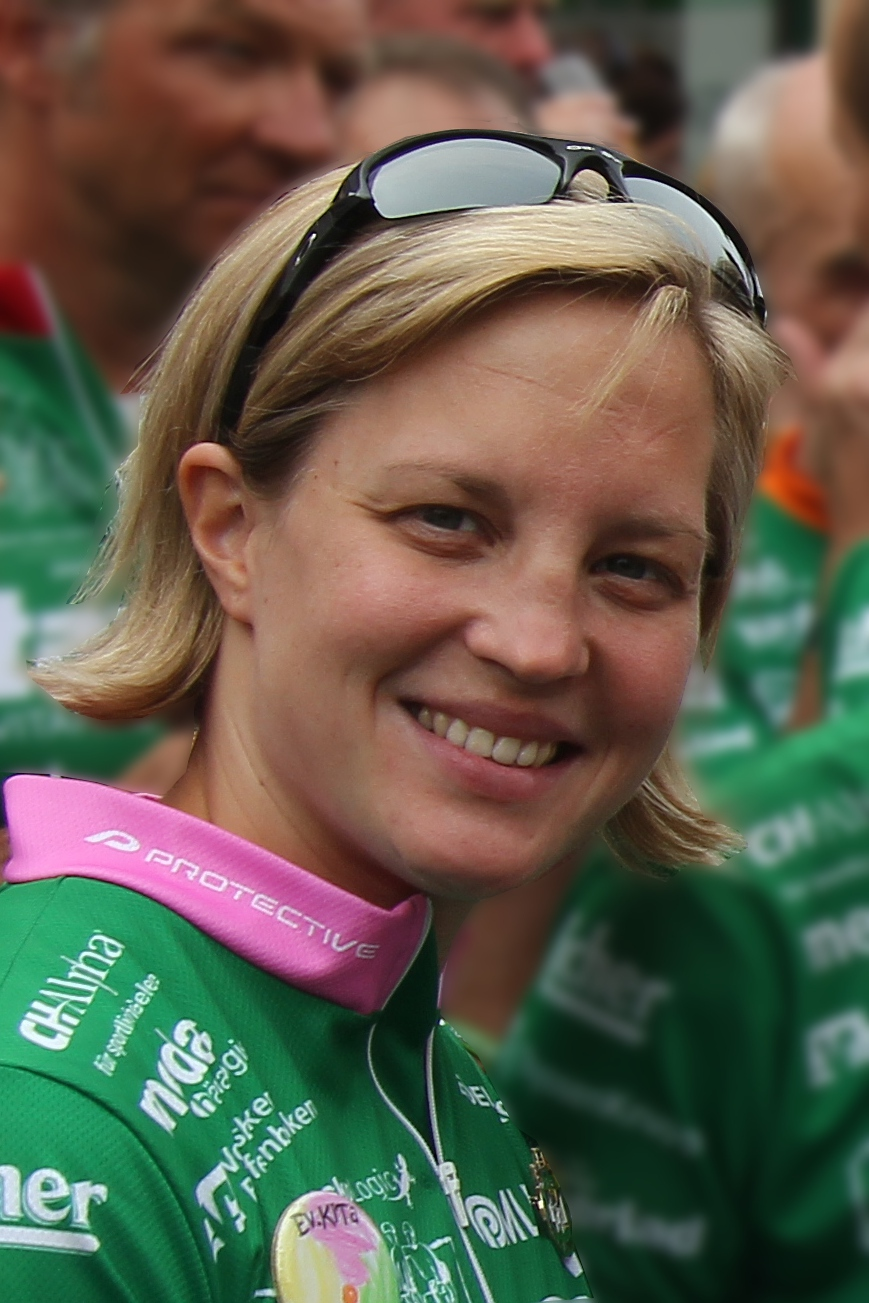
Annika Mehlhorn (* 1983)

- Mehlhorn, Dieter-Jürgen (1942–2022), deutscher Architekt, Stadtplaner, Hochschullehrer sowie Architektur- und Stadtbauhistoriker
- Mehlhorn, Eduard (1825–1888), deutscher Jurist und Politiker, MdL
- Mehlhorn, Felix (1891–1977), deutscher Tischler, Schnitzer und Volkskünstler
- Mehlhorn, Gerlinde (* 1942), deutsche Erziehungswissenschaftlerin und Bildungsforscherin
- Mehlhorn, Gottfried (1933–2013), deutscher Schauspieler bei Bühne und Fernsehen
- Mehlhorn, Grit (* 1971), deutsche Fremdsprachendidaktikerin und Hochschullehrerin
- Mehlhorn, Hans (1900–1983), deutscher Bobfahrer
- Mehlhorn, Hans-Georg (1940–2011), deutscher Pädagoge
- Mehlhorn, Heinz (* 1944), deutscher Zoologe und Parasitologe
- Mehlhorn, Herbert (1903–1968), deutscher SS-Führer und Gestapobeamter
- Mehlhorn, Hugo († 1931), Fotograf
- Mehlhorn, Johann Christian (1698–1760), deutscher evangelischer Theologe
- Mehlhorn, Jürgen (1952–2016), deutscher Architekt
- Mehlhorn, Kurt (* 1949), deutscher Informatiker und Hochschullehrer
- Mehlhorn, Ludwig (1950–2011), deutscher Menschenrechtler und Dissident (DDR)
- Mehlhorn, Lutz (* 1957), deutscher Psychologe, Heilpraktiker, Autor
- Mehlhorn, Nikola Anne (* 1967), deutsche Schriftstellerin und Musikerin
- Mehlhorn, Reinhard (* 1948), deutscher Ringer
- Mehlhorn, Stefan (* 1981), deutscher Filmemacher und Filmproduzent
- Mehlhorn, Thomas (* 1969), deutscher Filmkomponist
- Mehlhorn, Thomas (* 1969), deutscher Schauspieler
- Mehlhorn, Ulf (* 1968), deutscher FußballspielerUlf Mehlhorn (* 1968)

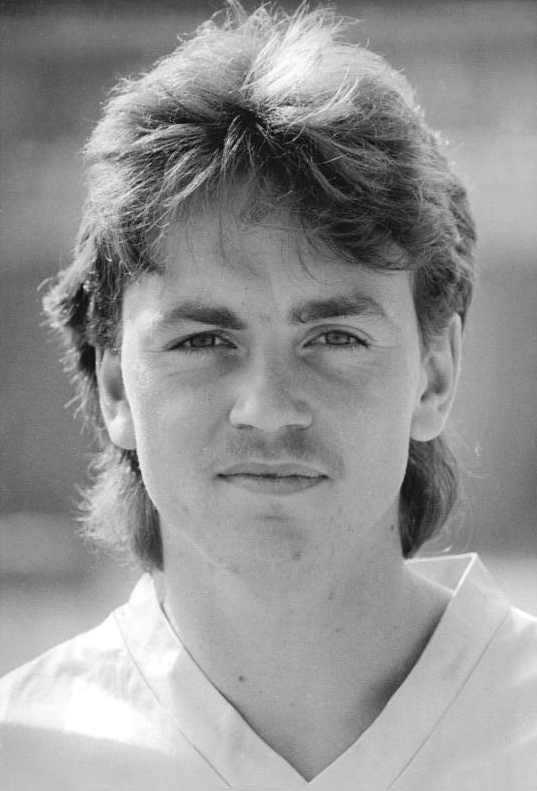
Ulf Mehlhorn (* 1968)

- Mehlhorn, Willy (1892–1963), deutscher Politiker (KPD/SED), MdL Sachsen
- Mehlhose, Harry (1914–1976), deutscher Mittelstreckenläufer
- Mehlhose, Robert (1941–2007), deutscher evangelischer Theologe
- Mehlich, Ernesto (1888–1977), deutsch-brasilianischer Dirigent, Komponist und Pianist
- Mehlich, Ernst (1882–1926), deutscher Redakteur und sozialdemokratischer Politiker
- Mehlig, Carl Adolph von († 1813), sächsisch-polnischer Hauptmann, Münzmeister und Oberforstmeister
- Mehlig, Hans Robert (* 1934), deutscher Slawist
- Mehlig, Johann Gottlob (1809–1870), sächsischer Chronist, Bergvoigt und Winzer
- Mehlig, Johann Michael (1716–1777), deutscher lutherischer Theologe
- Mehlig, Johannes (1928–2015), deutscher Indologe
- Mehling, Armin (1924–2008), deutscher Apotheker und Maler
- Mehling, Hans-Peter (1934–2019), deutscher Boxer
- Mehling, Jakob (1853–1905), deutscher Politiker (Liberale Vereinigung)
- Mehlinger, Marina (* 1976), deutsche Theater- und Fernsehschauspielerin
- Mehlis, Christian (1850–1933), deutscher Historiker
- Mehlis, Detlev (* 1949), deutscher Oberstaatsanwalt und UN-Sonderermittler
- Mehlis, Eduard (1796–1832), deutscher Mediziner
- Mehlis, Georg (1878–1942), deutscher Philosoph
- Mehlis, Theodore Sophie (* 1881), deutsche Lehrerin und Politikerin (DNVP, DKP-DRP), MdL
- Mehliß, Carl Wilhelm (1806–1847), deutscher Mediziner, Chirurg sowie Anatom
- Mehliß, Erich (1899–1972), deutscher Verwaltungsjurist und Landrat
- Mehlitz, Heide-Linde (1941–1988), deutsche Gesellschaftswissenschaftlerin, FDJ- und DFD-Funktionärin
- Mehlitz, Paul (1906–1982), deutscher Hockeyspieler
- Mehlkop, Guido (* 1972), deutscher Sozialwissenschaftler und Hochschullehrer
- Mehlkopf, Hans-Jürgen (* 1948), deutscher Eishockeyspieler
- Mehlman, Ken (* 1966), US-amerikanischer Rechtsanwalt und Politiker
- Mehlman, Michael James (1943–2011), US-amerikanischer Archäologe
- Mehlmann, Axel (* 1946), deutscher katholischer Geistlicher und Generalvikar des Erzbistums Freiburg
- Mehlmann, Uwe, deutscher Behindertensportler
- Mehls, Hanna (1867–1928), deutsche Landschafts- und Stilllebenmalerin sowie Grafikerin
- Mehls, Hartmut (1937–2022), deutscher Historiker
- Mehls, Meinolf (* 1965), deutscher Fußballspieler
- Mehlstäubler, Tanja (* 1975), deutsche Physikerin und Professorin für Quantenoptik und -Metrologie
- Mehltretter, Andreas (* 1991), deutscher Politiker (SPD), MdB
- Mehltretter, Florian (* 1963), deutscher Romanist
- Mehltretter, Johannes Peter (1934–1982), deutscher Physiker und Astronom
- Mehltretter, Theodolinde (* 1946), deutsche Ordensfrau
- Mehlum, Jan (* 1945), norwegischer Schriftsteller, Diplom-Ökonom, Soziologe

### Mehm
- Mehmandarov, Səməd bəy (1855–1931), aserbaidschanischer Militärkommandeur, General der Artillerie der Kaiserlichen Russischen Armee und Kriegsminister der Demokratischen Republik Aserbaidschan
- Mehmed Ali Pascha (1827–1878), osmanischer Feldmarschall deutscher Herkunft
- Mehmed Celal Bey (1863–1926), mehrfacher Gouverneur sowie Minister des Osmanischen Reiches
- Mehmed Emin Ali Pascha (1815–1871), osmanischer Staatsmann
- Mehmed Fuad Pascha (1815–1869), osmanischer Staatsmann
- Mehmed I. (1389–1421), osmanischer Sultan
- Mehmed I. Giray (1465–1523), Khan der Krim
- Mehmed II. (1432–1481), osmanischer SultanMehmed II. (1432–1481)

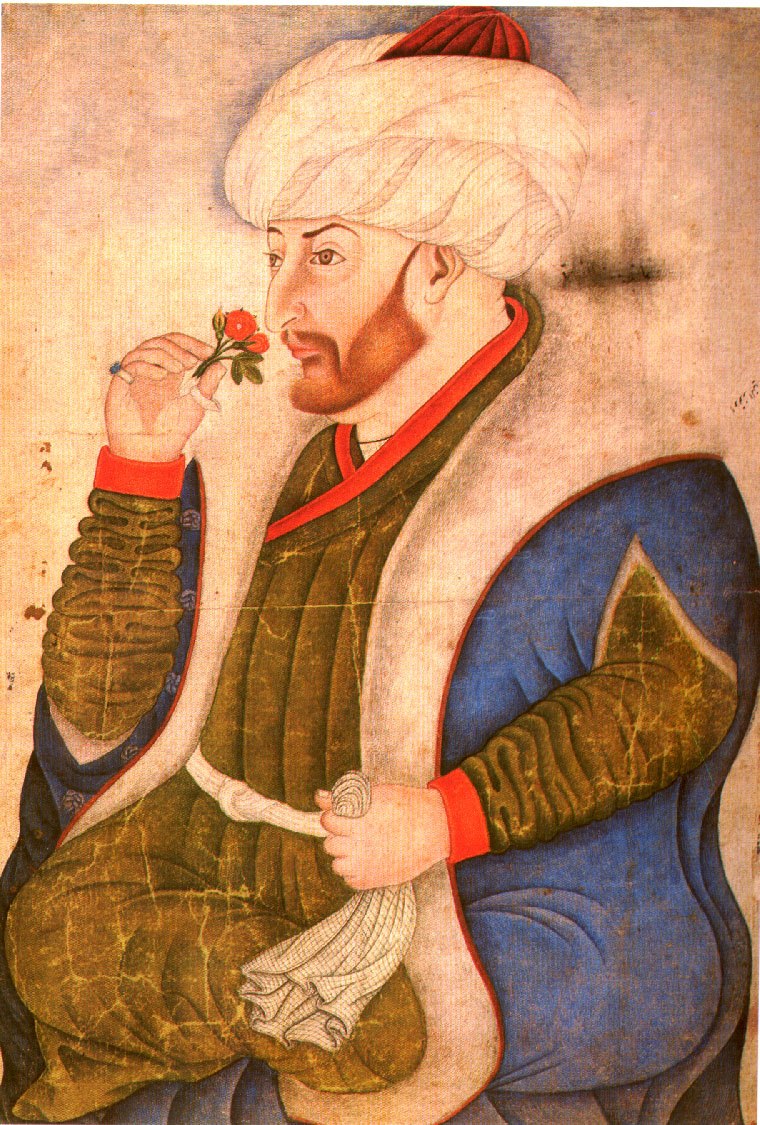
Mehmed II. (1432–1481)

- Mehmed III. (1566–1603), Sultan des Osmanischen Reiches (1595–1603)
- Mehmed IV. (1642–1693), Sultan des Osmanischen Reiches (1648–1687)
- Mehmed Memduh (1839–1925), osmanischer Beamter und Historiker
- Mehmed Namık Pascha (1804–1892), osmanischer Diplomat, Offizier und Politiker
- Mehmed Raşid († 1735), osmanischer Rechtsgelehrter und Historiker
- Mehmed Redif Pascha (1836–1905), osmanischer Serasker
- Mehmed Said Pascha (1838–1914), osmanischer Staatsmann, Großwesir und Diplomat
- Mehmed Şükrü Pascha (1856–1916), osmanischer General
- Mehmed Süreyya (1845–1909), osmanischer Chronist und Biograph
- Mehmed V. (1844–1918), osmanischer Sultan
- Mehmed VI. (1861–1926), Sultan des Osmanischen Reiches (1918–1922)Mehmed VI. (1861–1926)

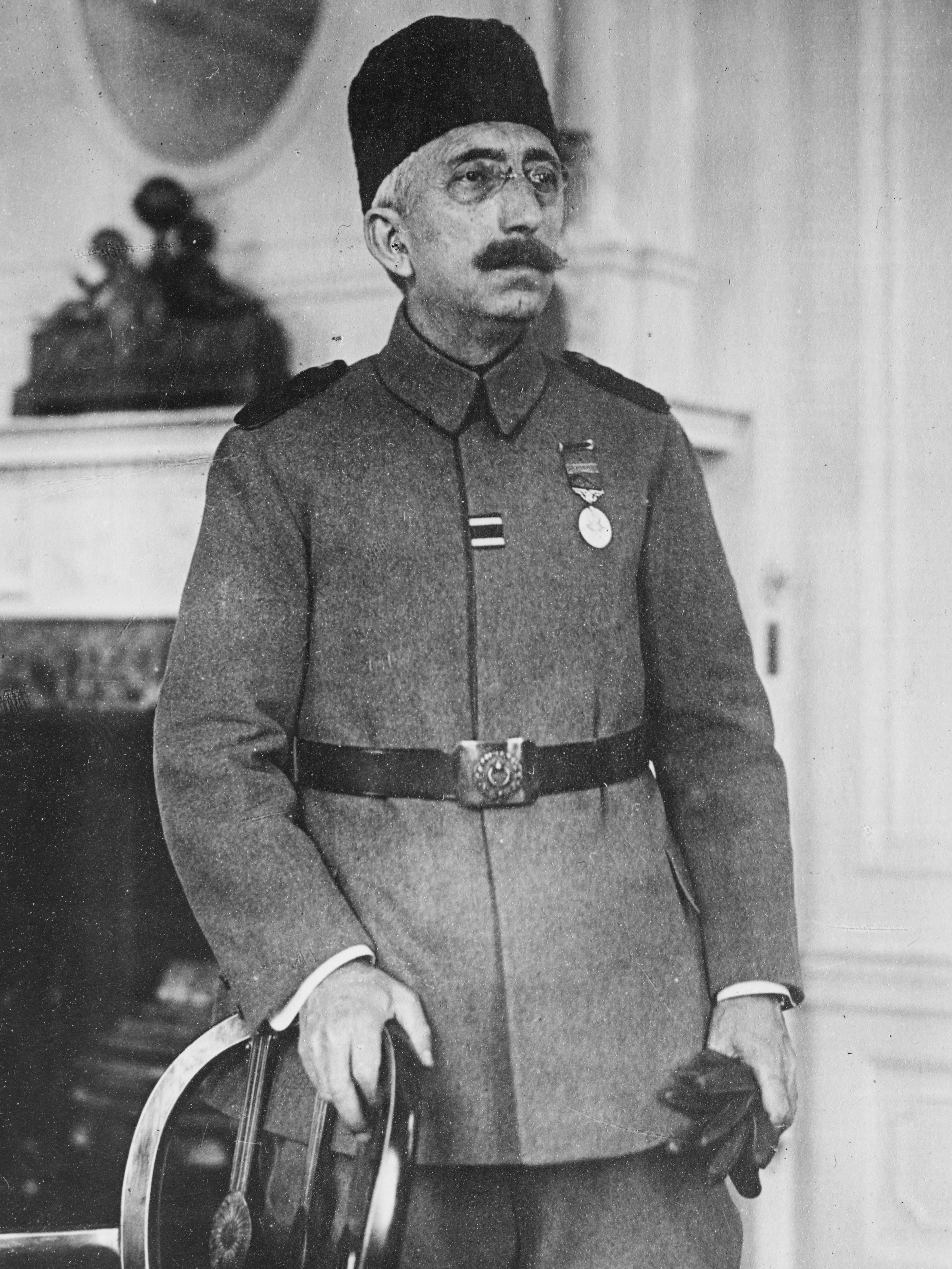
Mehmed VI. (1861–1926)

- Mehmed, Hafız (1874–1926), osmanisch-türkischer Politiker und Jurist
- Mehmed, Ulug († 1445), Khan der Goldenen Horde
- Mehmed, Usamedin (* 1960), mazedonischer Basketballtrainer
- Mehmedbasić, Nedim (* 1994), serbischer Biathlet
- Mehmedi, Admir (* 1991), Schweizer Fußballspieler
- Mehmedovic, Damir (* 1997), österreichischer Fußballspieler
- Mehmedović, Ersin (* 1981), serbischer Fußballspieler
- Mehmedović, Mejra (* 2006), serbische Leichtathletin
- Mehmedović, Omer (* 2000), bosnischer Handballspieler
- Mehmedović, Zehrudin (* 1998), serbischer Fußballspieler
- Mehmel, Alfred (1896–1972), deutscher Bauingenieur und Hochschullehrer
- Mehmel, Friedrich (1827–1888), deutscher Orgelbauer
- Mehmel, Friedrich (1883–1966), deutscher Maurermeister, Architekt, Bauunternehmer und Kommunalpolitiker (DP)
- Mehmel, Friedrich (1910–1951), deutscher klassischer Philologe
- Mehmel, Friedrich-Joachim (* 1953), deutscher Verwaltungsrichter
- Mehmel, Gottlieb Ernst August (1761–1840), deutscher Philosoph und Bibliothekar
- Mehmert, Gil (* 1965), deutscher Theater- und Filmregisseur sowie Hochschullehrer
- Mehmet Ali, Takis (* 1991), deutsch-griechischer Politiker (SPD), MdB
- Mehmet Cemil (1899–1953), türkischer Weltenbummler
- Mehmet Emin Buğra (1901–1965), uigurischer Politiker, Emir und Imam
- Mehmet Rauf (1875–1931), osmanischer Autor
- Mehmet Said Halet Efendi, Hoher Verwaltungsbeamter und Gelehrter im Osmanischen Reich
- Mehmet von Königstreu, Johann Ludewig (1709–1775), türkisch-deutscher Adliger
- Mehmet von Königstreu, Ludwig Maximilian († 1726), türkisch-deutscher Adliger, Beutetürke
- Mehmet, Maxim (* 1975), deutscher SchauspielerMaxim Mehmet (* 1975)

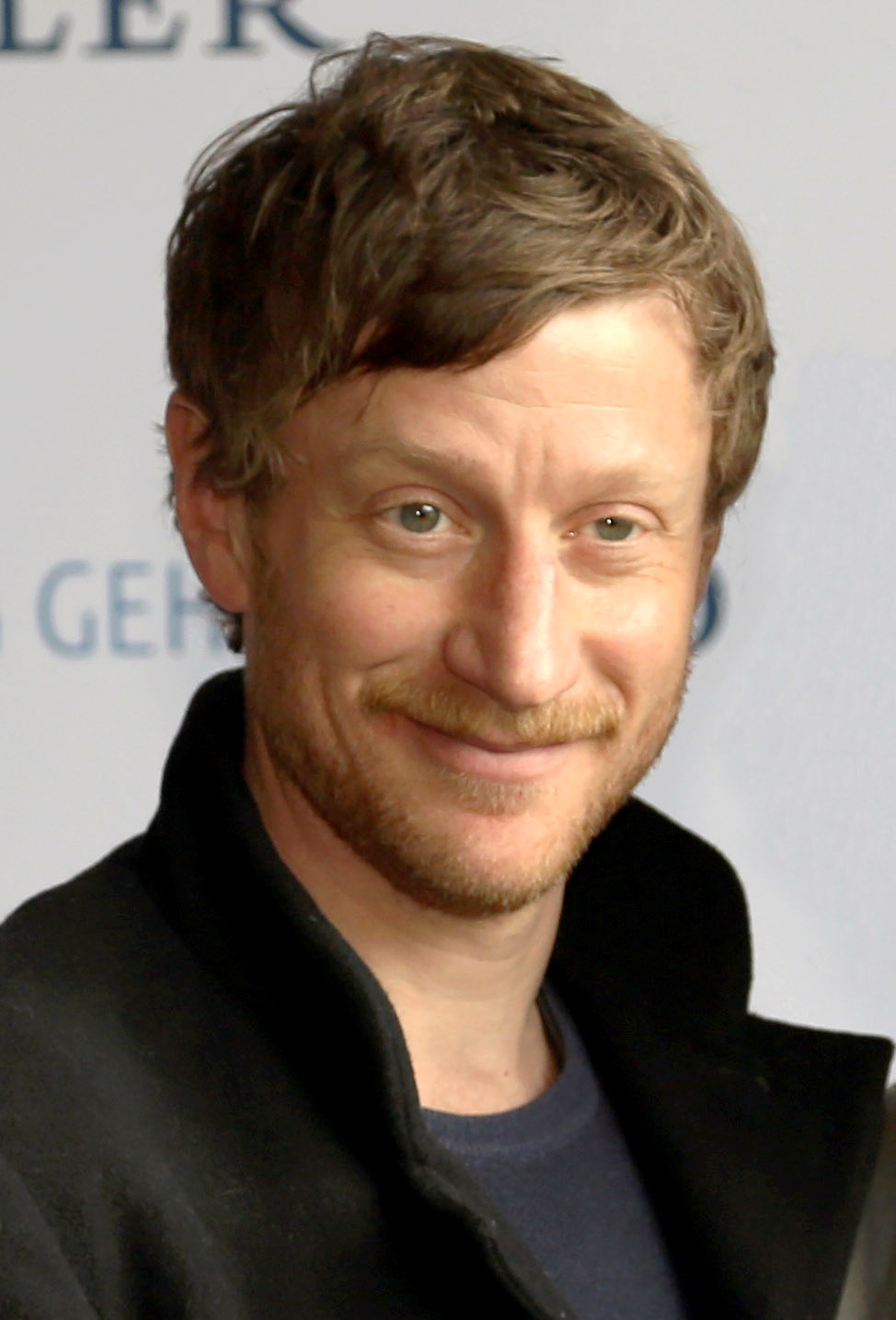
Maxim Mehmet (* 1975)

- Mehmeti, Agon (* 1989), schwedischer Fußballspieler
- Mehmeti, Anis (* 2001), albanisch-englischer Fußballspieler
- Mehmeti, Kim (* 1955), nordmazedonischer Publizist und Schriftsteller albanischer Ethnizität
- Mehmeti, Samir (* 1997), serbischer Fußballspieler
- Mehmke, Rudolf (1857–1944), deutscher Mathematiker
- Mehmood (1932–2004), indischer Schauspieler, Playbacksänger und Filmproduzent

### Mehn
- Mehndi, Daler (* 1967), indischer Bhangra-/Pop-SängerDaler Mehndi (* 1967)

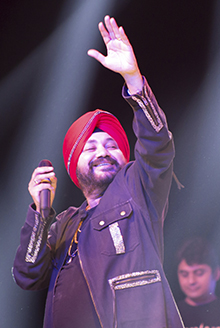
Daler Mehndi (* 1967)

- Mehner, David (1694–1756), deutscher lutherischer Geistlicher und Kirchenlieddichter
- Mehner, Jan (* 1964), deutscher Elektrotechnikingenieur und Universitätsprofessor
- Mehner, Jochen (1934–2024), deutscher Flottillenadmiral der Bundesmarine und Unterabteilungsleiter im Bundesnachrichtendienst
- Mehner, Klaus (1941–2016), deutscher Fotograf
- Mehner, Raissa (* 1986), deutsche Jazzmusikerin (Gitarre, Komposition)
- Mehner, Thomas (* 1961), deutscher Autor verschwörungstheoretischer Bücher
- Mehner, Volker (* 1953), deutscher Maler und Grafiker
- Mehnert, Achim (1961–2018), deutscher Schriftsteller
- Mehnert, Alexandra (* 1974), deutsche Politikerin (CDU), MdEP
- Mehnert, Bernhard Paul (1892–1964), deutscher Maler
- Mehnert, Björn (* 1976), deutscher Fußballspieler und -trainer
- Mehnert, Claudia (* 1972), deutsche SchauspielerinClaudia Mehnert (* 1972)

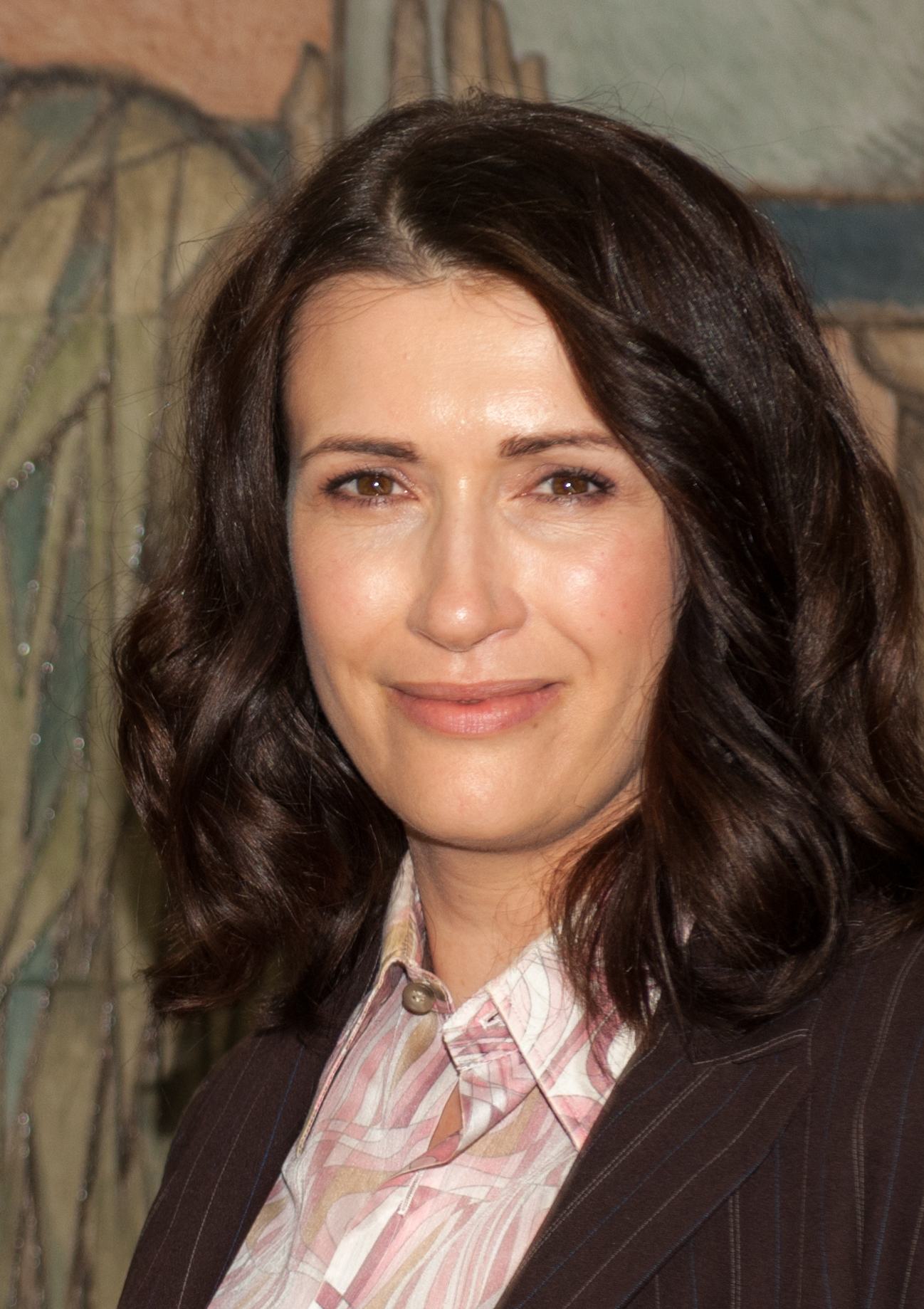
Claudia Mehnert (* 1972)

- Mehnert, Dieter (* 1932), deutscher Politiker (SPD), MdA
- Mehnert, Elke (* 1940), deutsche Germanistin
- Mehnert, Florian, deutscher Künstler
- Mehnert, Frank (1909–1943), deutscher Bildhauer und Schriftsteller
- Mehnert, Fritz (1891–1932), deutscher Maler und Grafiker
- Mehnert, George (1881–1948), US-amerikanischer Ringer
- Mehnert, Gerhard (1914–1983), deutscher Medienwissenschaftler, Chefredakteur und Japanologe
- Mehnert, Günter (1930–1998), deutscher Drehbuchautor
- Mehnert, Hellmut (1928–2023), deutscher Arzt
- Mehnert, Helmut (* 1910), deutscher Pfarrer, Funktionär (CDU), MdV
- Mehnert, Johann Gottlieb, deutscher Orgelbauer in Stettin
- Mehnert, John Siegfried (1940–2025), deutscher Whistleblower und Schauspieler
- Mehnert, Karl (1811–1885), deutscher Politiker, MdL (Königreich Sachsen)
- Mehnert, Karl (1872–1961), deutscher Politiker (FrVg, DDP, LDPD)
- Mehnert, Karl (1883–1957), deutscher Generalleutnant der Wehrmacht und Stadtkommandant von Dresden
- Mehnert, Karl Richard (1913–1996), deutscher Mineraloge und Petrologe
- Mehnert, Klaus (1906–1984), deutscher Journalist, Publizist und HochschullehrerKlaus Mehnert (1906–1984)

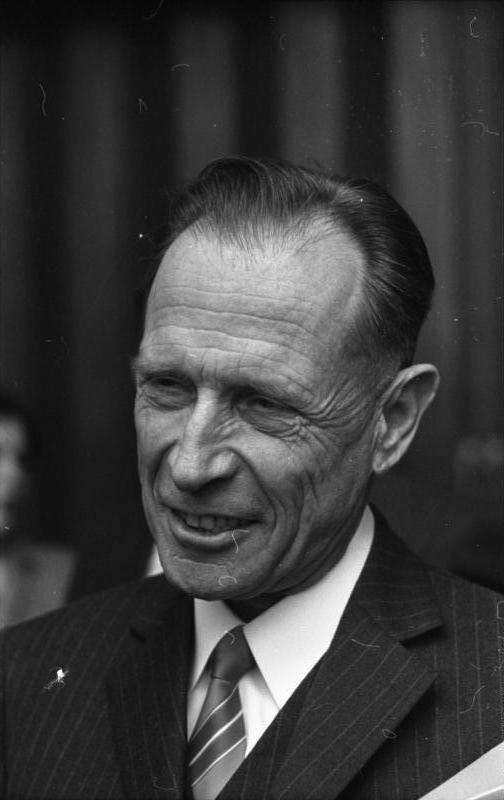
Klaus Mehnert (1906–1984)

- Mehnert, Lothar (1875–1926), deutscher Schauspieler bei Bühne und Stummfilm sowie ein Theaterregisseur
- Mehnert, Lotti (1936–2016), deutsche Filmeditorin
- Mehnert, Maximilian (1861–1941), deutscher Politiker
- Mehnert, Paul (1852–1922), deutscher Politiker, MdL, MdR
- Mehnert, Siegfried (* 1963), deutscher Boxer
- Mehnert, Simona (* 1956), tschechische Ausstellungskuratorin und Kunstpublizistin
- Mehnert, Verena (* 1980), deutsche Synchronsprecherin und Hörfunkmoderatorin
- Mehnert, Wolfgang (1929–2013), deutscher Erziehungswissenschaftler

### Meho
- Mehofer, Christian (1963–2012), österreichischer Kameramann und Dokumentarfilmer
- Mehoffer, Józef (1869–1946), polnischer Maler und Graphiker
- Mehonjić, Jusuf (1883–1926), bosniakischer Anführer und Mitglied des Komitees von Sandzak

### Mehr
- Mehr, Emil (1909–1988), Schweizer Maler, Zeichner, Mosaizist und Kunstpädagoge
- Mehr, Franz Xaver (1896–1981), deutscher Flugzeugkonstrukteur
- Mehr, Hanna (1927–2018), Schweizer Innenarchitektin, Textilgestalterin, Kunstlehrerin, Malerin und Lyrikerin
- Mehr, Joachim (1945–1964), deutsches Todesopfer der Berliner Mauer
- Mehr, Mariella (1947–2022), Schweizer Schriftstellerin
- Mehr, Robert (1886–1935), österreichischer Politiker (SDAP), Landtagsabgeordneter, Linzer Bürgermeister
- Mehr, Thomas Max (* 1953), deutscher Journalist und Mitbegründer der taz
- Mehra, Jagdish (1931–2008), indisch-US-amerikanischer Wissenschaftshistoriker
- Mehra, Krishna Dev (1907–1995), indischer Filmregisseur des Panjabi- und des Hindi-Film
- Mehra, Nishant (* 1983), indischer Fußballspieler
- Mehra, Prakash (1939–2009), indischer Filmregisseur und Produzent des Hindi-Films
- Mehra, Rooma (* 1967), indische Künstlerin und Dichterin
- Mehra, Vijay (1938–2006), indischer Cricketspieler
- Mehraban, Maryam (* 1989), iranische Pianistin
- Mehraban, Melissa (* 1984), iranisch-dänische Schauspielerin
- Mehrabani, Ramin (* 1986), iranischer Straßenradrennfahrer
- Mehrabi, Ehsan, iranischer Journalist
- Mehrabi, Kaveh (* 1982), iranischer Badmintonspieler
- Mehrabi, Omid (* 1982), iranischer Leichtathlet
- Mehrabian, Albert (* 1939), iranisch-amerikanischer Psychologe und Professor emeritus
- Mehrdadi, Nima (* 1973), deutscher Basketballtrainer
- Mehremić, Adi (* 1992), bosnischer Fußballspieler
- Mehren, Arthur T. von (1922–2006), amerikanischer Rechtsgelehrter
- Mehren, Rainer (* 1975), deutscher Geographiedidaktiker und Hochschullehrer
- Mehren, Stefan (* 1962), deutscher Schauspieler
- Mehren, Stein (1935–2017), norwegischer Schriftsteller, Lyriker und bildender Künstler
- Mehrens, Christian (* 1972), deutscher Basketballspieler
- Mehrens, Ulf (* 1956), deutscher Sportfunktionär, Vorsitzender des Deutschen Rollstuhl-Sportverbandes, Basketballspieler
- Mehretu, Julie (* 1970), US-amerikanische Malerin äthiopischer HerkunftJulie Mehretu (* 1970)

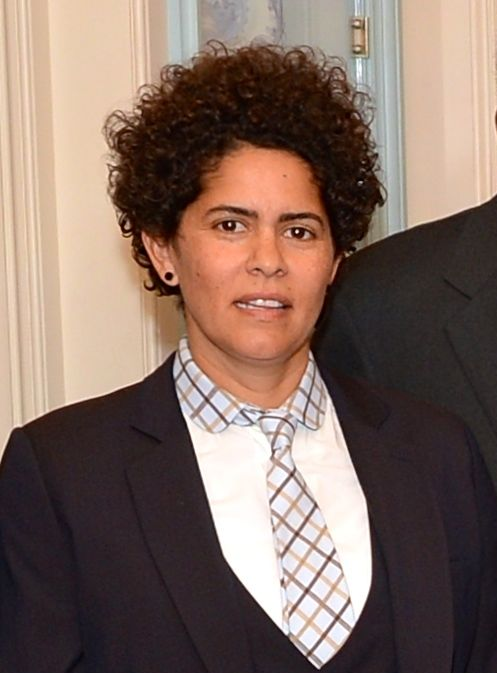
Julie Mehretu (* 1970)

- Mehrhof, Heinrich (1876–1946), deutscher Politiker (SPD, USPD), MdR
- Mehring, Fabian (* 1989), deutscher Politiker (Freie Wähler), MdL
- Mehring, Frank (* 1970), deutscher Amerikanist
- Mehring, Franz (1846–1919), deutscher Publizist und Politiker
- Mehring, Gebhard (1864–1931), deutscher Archivar und württembergischer Landeshistoriker
- Mehring, Gebhard von (1798–1890), deutscher evangelischer Geistlicher und Politiker
- Mehring, Jens (* 1970), deutscher Kindermusiker und Komponist
- Mehring, Johannes (1815–1878), deutscher Wegbereiter der modernen Imkerei
- Mehring, Jörg (* 1976), deutscher Kindermusiker und Komponist
- Mehring, Maximilian (* 1986), deutscher Fußballspieler
- Mehring, Reinhard (* 1959), deutscher Politikwissenschaftler
- Mehring, Sigmar (1856–1915), deutscher Schriftsteller
- Mehring, Walter (1896–1981), deutscher Schriftsteller, Lyriker und DramatikerWalter Mehring (1896–1981)

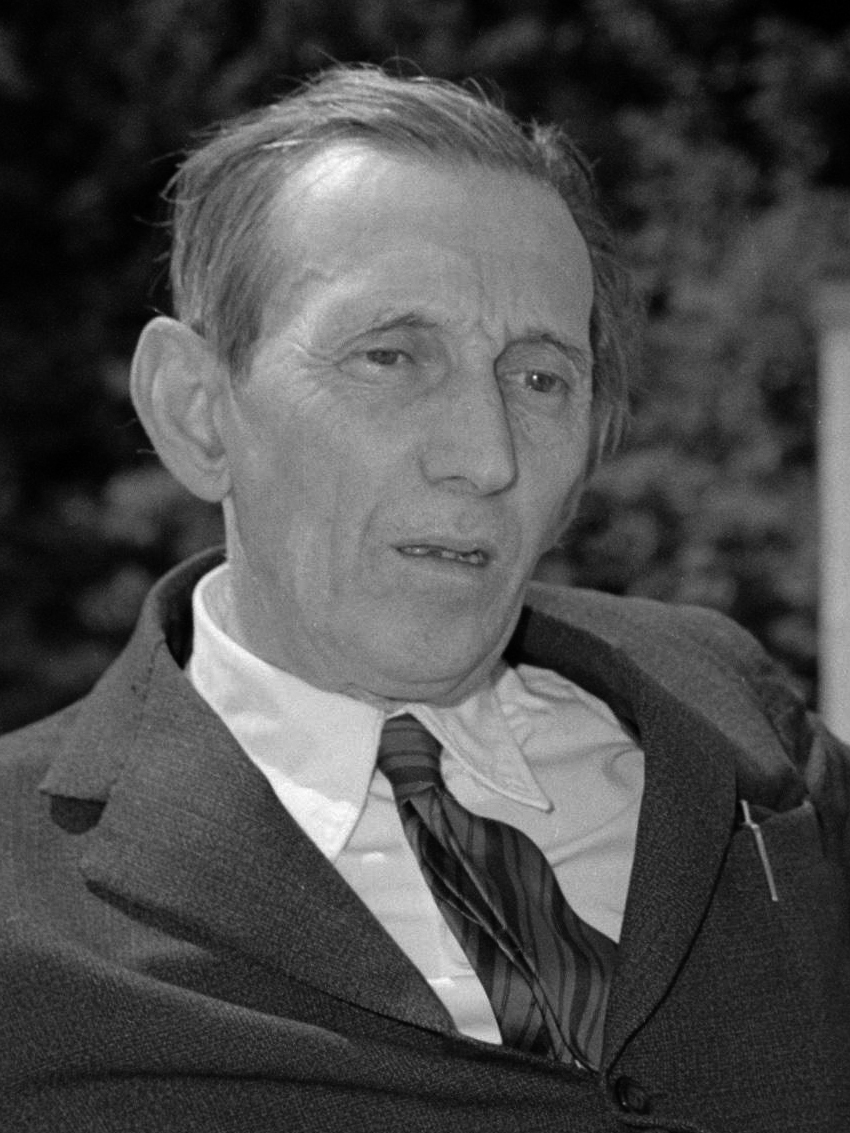
Walter Mehring (1896–1981)

- Mehring, Wolfram (* 1930), deutscher Schauspieler, Regisseur und Autor
- Mehringer, Andreas (1911–2004), deutscher Heilpädagoge
- Mehringer, Hartmut (1944–2011), deutscher Historiker
- Mehringer, Heinrich (* 1952), deutscher Biathlet
- Mehringer, Helmut (1912–1944), deutscher Amtsgruppenleiter im Reichssicherheitshauptamt
- Mehringer, Kristian (* 1981), deutscher Biathlet
- Mehringer, Peter (1910–1987), US-amerikanischer Ringer
- Mehrjui, Dariush (1939–2023), iranischer Regisseur, Filmemacher
- Mehrkens, Felix (* 1994), deutscher Handballspieler und -trainer
- Mehrkens, Friedrich Adolf (1840–1899), deutscher Chorleiter, Klavier- und Orgellehrer, Organist sowie Komponist
- Mehrkens, Ilse (1933–1999), deutsche Politikerin (SPD), MdBB
- Mehrkens, Klaus Karl (* 1955), deutscher Künstler
- Mehrlaender, Thomas (* 1954), deutscher Maler und Bildhauer
- Mehrländer, Horst (* 1939), deutscher Politiker (FDP)
- Mehrländer, Klaus (1938–2021), deutscher Hörspielregisseur
- Mehrle, Else (1867–1941), deutsche Malerin, Graphikerin und Illustratorin
- Mehrlein, Fritz (1874–1945), Senator der Hansestadt Lübeck
- Mehrlich, Heinz (* 1942), deutscher Politiker (SPD), MdL
- Mehrling, Katharine (* 1975), deutsche Sängerin, Musicaldarstellerin, Schauspielerin und SongschreiberinKatharine Mehrling (* 1975)

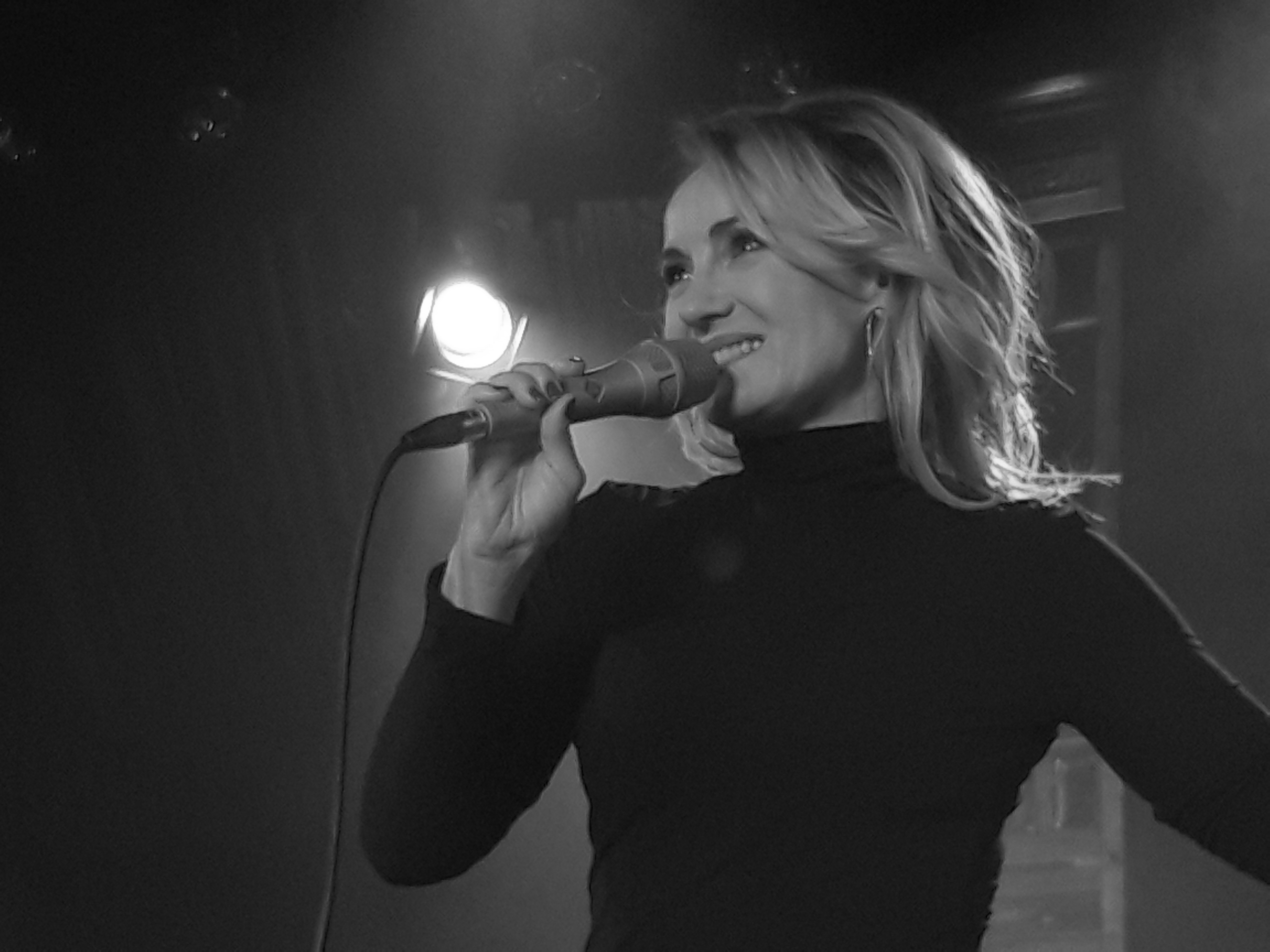
Katharine Mehrling (* 1975)

- Mehrling, Perry (* 1959), US-amerikanischer Wirtschaftswissenschaftler
- Mehrmann, Volker (* 1955), deutscher Mathematiker
- Mehrnusch, Manutschehr (* 1933), iranisch-deutscher Paläontologe
- Mehrstein, Dino, französischer Jazzmusiker (Gitarre)
- Mehrstein, Timbo (* 1977), französischer Jazzmusiker
- Mehrtens, Andrew (* 1973), neuseeländischer Rugby-Union-Spieler und -Trainer
- Mehrtens, Carsten (1798–1861), eng verbunden mit der Geschichte der Stadt Bremerhaven
- Mehrtens, Georg Christoph (1843–1917), deutscher Bauingenieur und Hochschullehrer
- Mehrtens, Hans (1892–1976), deutscher Architekt und Hochschullehrer
- Mehrtens, Herbert (1946–2021), deutscher Wissenschaftshistoriker
- Mehrtens, Jürgen (1912–2003), deutscher Jurist und Oberstadtdirektor von Delmenhorst
- Mehrwald, Harry (* 1939), deutscher Fußballspieler
- Mehrwald, Jörg (* 1958), deutscher Schriftsteller, Drehbuchautor, Filmemacher und Kabarettist
- Mehrzad, Morteza (* 1987), iranischer SitzvolleyballerMorteza Mehrzad (* 1987)

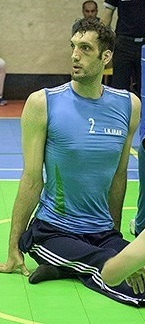
Morteza Mehrzad (* 1987)

### Mehs
- Mehs, Claus (1866–1946), deutscher Architekt
- Mehs, Matthias Joseph (1893–1976), deutscher Politiker (CDU), Bürgermeister von Wittlich und Heimatschriftsteller
- Mehssatou, Nayel (* 2002), chilenischer Fußballspieler
- Mehsud, Baitullah († 2009), pakistanischer Stammesführer
- Mehsud, Hakimullah († 2013), pakistanischer Anführer der Taliban

### Meht
- Mehta, Aditya (* 1985), indischer Snookerspieler
- Mehta, Amrik Singh (1921–2004), indischer Diplomat
- Mehta, Ashok (1947–2012), indischer Kameramann, Filmregisseur, Drehbuchautor und Filmproduzent
- Mehta, Asoka (1911–1984), indischer Politiker
- Mehta, Balwantrai (1899–1965), indischer Politiker des Indischen Nationalkongresses (INC)
- Mehta, Bejun (* 1968), US-amerikanischer Opernsänger (Countertenor)Bejun Mehta (* 1968)

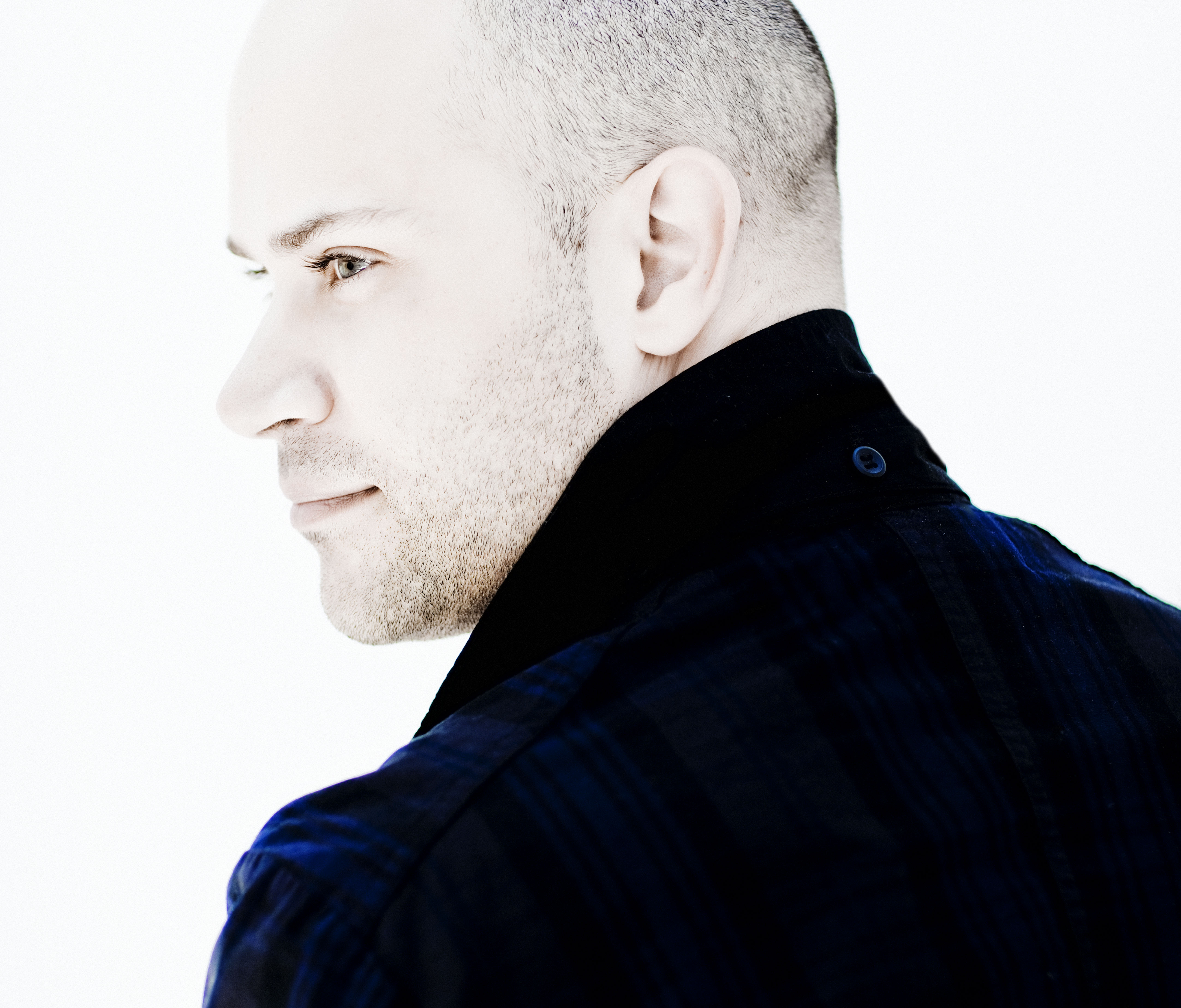
Bejun Mehta (* 1968)

- Mehta, Deepa (* 1950), kanadische Regisseurin
- Mehta, Gerda (* 1955), österreichische Psychotherapeutin
- Mehta, Gita (1943–2023), indische Autorin und Fernsehregisseurin
- Mehta, Hansa (1897–1995), indische Reformerin, Sozialaktivistin, Erzieherin, Unabhängigkeitsaktivistin und Schriftstellerin
- Mehta, Jivraj (1887–1978), indischer Politiker des Indischen Nationalkongresses (INC)
- Mehta, Kamlesh (* 1960), indischer Tischtennisspieler und -trainer
- Mehta, Madan Lal (1932–2006), indischer theoretischer Physiker
- Mehta, Om (1927–1995), indischer Politiker
- Mehta, Rajesh (* 1964), indisch-amerikanischer Improvisations- und Jazzmusiker und Komponist
- Mehta, Ramesh (1934–2012), indischer Filmschauspieler und Drehbuchautor (Dialogautor) des Gujarati-Films
- Mehta, Shekhar (1945–2006), kenianisch-britischer Rallyefahrer
- Mehta, Stephanie (* 1970), amerikanische Wirtschaftsjournalistin
- Mehta, Suyash (* 1991), US-amerikanischer Basketballschiedsrichter
- Mehta, Usha (1920–2000), indische Freiheitskämpferin
- Mehta, Vijaya (* 1934), indische Schauspielerin und Regisseurin am Theater und im Film
- Mehta, Zubin (* 1936), indischer DirigentZubin Mehta (* 1936)

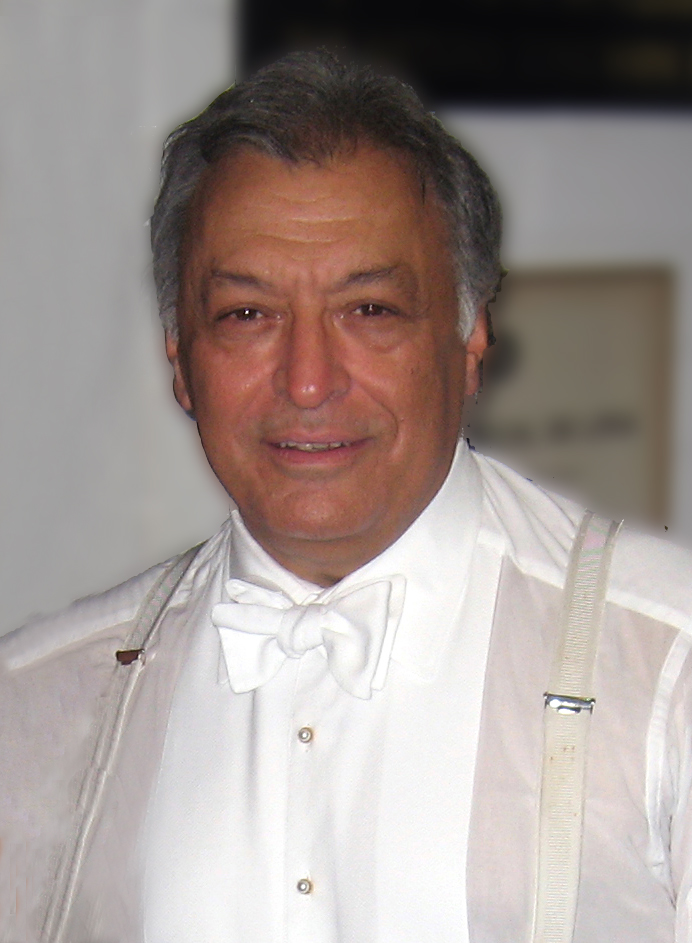
Zubin Mehta (* 1936)

- Mehtala, Thomas (* 1974), schwedischer Poolbillardspieler

### Mehu
- Mehu, altägyptischer Wesir
- Méhul, Étienne-Nicolas (1763–1817), französischer Komponist
- Mehuys, Elise (* 1995), belgische Sprinterin

### Mehz
- Mehzion, Aron (* 1970), deutsch-eritreischer bildender Künstler und Gastwirt